# Moses Adams
Moses Adams (Saminaka, 21 juli 1988) is een Nigeriaans voetballer die sinds 2007 speelt voor KVC Westerlo. De Nigeriaan is een verdediger en speelde eerder al voor Ranchers Bees FC. Hij heeft een contract bij Westerlo tot 2010.

## Spelers statistieken
| seizoen | club         | land   | klasse             | wedst | goals |
| ------- | ------------ | ------ | ------------------ | ----- | ----- |
| 2006/07 | KVC Westerlo | België | Jupiler Pro League | 10    | 0     |
| 2007/08 | KVC Westerlo | België | Jupiler Pro League | 4     | 0     |
| 2008/09 | KVC Westerlo | België | Jupiler Pro League | 29    | 1     |
| 2009/10 | KVC Westerlo | België | Jupiler Pro League | 14    | 0     |
| 2009/10 | KVC Westerlo | België | Play-Off II A      | 2     | 0     |
| 2010/11 | KVC Westerlo | België | Jupiler Pro League | 0     | 0     |
| 2011/12 | KVC Westerlo | België | Jupiler Pro League | 9     | 0     |
|         |              |        | Totaal             | 68    | 1     |

Laatst bijgewekt: 25-02-12